# برستون بيست (باكينجهامشير)
برستون بيست (بالإنجليزية: Preston Bissett)‏ هي قرية وأبرشية مدنية تقع في المملكة المتحدة في إنجلترا. يقدر عدد سكانها بـ 282 نسمة .